# George Herms
George Herms, né en 1935 à Woodland en Californie, est un peintre, collagiste, vidéaste, sculpteur et photographe américain.

## Biographie
George Herms est le principal représentant de l'Assemblage Californien (California Assemblage),, il travaille et réside en Californie à Los Angeles.
En 1982 il est lauréat du Guggenheim Fellowship et du prix de Rome américain, il séjourne en 1982-1983 à l'American Academy in Rome.

## Quelques œuvres
- 1960 : The Librarian, Norton Simon Museum[6]
- 1962 : Coolest Creosote, Norton Simon Museum[6]
- 1962 : For the Corner Pass, Norton Simon Museum[6]
- 1989 : Portals to Poetry avec Charles Simic, Citicorp Plaza, Los Angeles[7],[8]
- 1990 : Coffee Table Book with Blue Marble, Smithsonian American Art Museum à Washington[9]
- 1994 : The Book of Perfection, Norton Simon Museum[6]
- 2005 : Illustration d'un recueil de poésie haïku d'Amber Tamblyn inspiré par Thelonius Monk et sa musique

## Lectures
- (fr + en) Herms 'Assemblages' (The Bricoleur of Broken Dreams), Catalogue d'exposition, Préface de Sophie Dannenmüller, Galerie Vallois/Sculptures Contemporaines (Paris), Grafiche Aurora, Vérone, 2007.